# يادغارلو
يادغارلو هي قرية في مقاطعة نقدة، إيران. يقدر عدد سكانها بـ 452 نسمة بحسب إحصاء 2016.